# جضة البلاحية (أسلم)

تعديل مصدري - تعديل

جضة البلاحية هي إحدى قرى عزلة أسلم الوسط بمديرية أسلم التابعة لمحافظة حجة، بلغ تعداد سكانها 131 نسمة حسب تعداد اليمن لعام 2004.